# 喬許·史密斯
乔舒亚·“约什”·史密斯（英語：Joshua "Josh" Smith，1985年11月5日—），生于美国喬治亞州的科利奇帕克，美国职业篮球运动员，曾效力于NBA联盟，場上位置為大前鋒和小前锋。

## 高中生涯
高年级时他在橡树山高中（Oak Hill Academy）打了一年球，之前在喬治亞州的McEachern高中打球。在McEachern高中期间，史密斯两次入选全州明星阵容，在学校的最后一年他得到了场均20.6分，11.6 个篮板，6.0次封盖和4.0次助攻的全面数据。转学至橡树山这一年，他以980分打破了校史单赛季得分记录（后来被布兰登·詹宁斯以单季1130分打破），并和队友拉简·隆多率领球队取得38胜0负的傲人战绩。在Nike篮球训练营，他领衔美国队99-79击败世界队，史密斯个人取得了27分并荣登MVP。

## NBA生涯
史密斯是2004年NBA选秀中被亚特兰大老鹰在第一轮第17顺位选中的，之前他是弗吉尼亚州威尔逊河口地区橡树山高中的学生，NBA选秀使得他摆脱了大学篮球直接步入了职业篮球生涯。

### 扣篮大赛冠军
史密斯在老鹰队从替补打起开始了他的新秀赛季，在打了15场替补后身体天赋出众的他便被提上了先发阵容。2004年12月19日，他在对阵达拉斯小牛的比赛中，得到9分、7个篮板和10次盖帽，成为NBA历史上单场送出10次以上盖帽的最年轻球员。2005年全明星周末，他先是在扣篮大赛预赛中以一记飞跃坐在椅子上的肯扬·马丁后的空接扣篮得到满分50分晋级决赛，随后在决赛中分别以一记穿着老鹰队名宿多米尼克·威尔金斯复古球衣的反向大风车扣篮和一记360度转体大风车扣篮，2次扣篮均获得满分50分，成功夺得冠军。他在新秀赛季出场74场，平均每场得到9.7分，6.2个篮板和1.95次盖帽，并且入选了最佳新秀第二阵容。

### 老鹰队核心
2005-06赛季，尽管史密斯在2006年的全明星灌篮大赛中卫冕失败，但他已经在防守端展现出了惊人的潜力，他与2005年休赛期加盟球队的乔·约翰逊成为这支老鹰队重建的核心球员。该赛季他平均每场贡献11.3分、6.6个篮板和2.6次盖帽，总盖帽排名联盟第二，场均盖帽排名联盟第四。
2006-07赛季，史密斯迎来了蜕变，在攻防两端都取得了长足的进步，正式成为了老鹰队的二当家，场均数据来到16.4分、8.6个篮板和2.9次盖帽。2007年3月3日，史密斯成為NBA史上最年輕達成500盖帽的球員。
2007年选秀大会，老鹰队在首轮第三顺位选中了佛罗里达大学的明星中锋艾尔·霍福德，正式补上了最后一块拼图。2007-08赛季，老鹰在约翰逊和史密斯两大核心一攻一防的稳定发挥以及新秀霍福德的初露锋芒下，时隔9年重新杀入季后赛，并在季后赛首轮与该季最后的冠军波士顿凯尔特人血战7场才以3比4遗憾落败。
2008年休赛期，新秀合同结束的史密斯以5年5800万与老鹰队续约，此后几年，老鹰队约翰逊+史密斯+霍福德这套班底为基础，成为了东区季后赛的常客，2009-2011年更是连续3个赛季打入东区半决赛，史密斯也在2009-10赛季入选了最佳防守第二阵容，并在该季最佳防守球员的评选中排名第二，仅次于德怀特·霍华德。在此期间，他仍在不断打破与盖帽有关的各种最年轻记录，2010年2月2日，他以24歲年紀成為NBA史上最年輕達成1,000盖帽的球員。
然而这支老鹰队核心三人虽然都是准全明星/全明星边缘水准的球星，但并没有一位真正意义上的超级巨星，球队处于比上不足比下有余的尴尬境地，始终无法突破东区半决赛。加之2010年后NBA逐渐开始往小球时代发展，史密斯球商不高和投射欠佳的短板也逐渐暴露。
2012年休赛期，乔·约翰逊合同到期离队，史密斯正式成为新一代“鹰王”，2012-13赛季他场均依旧可以砍下17.5分、8.4个篮板、4.2次助攻和1.8次盖帽，并率领老鹰连续第六年杀入季后赛，然而球队却再次止步首轮不敌印第安纳步行者。赛季结束后史密斯合同到期，老鹰仅开出了3年2700万的续约合同，远低于史密斯的期望值，于是双方分道扬镳，宣告史密斯9年的老鹰生涯就此结束。

### 转投汽车城
2013年休赛期，史密斯成为自由球员，作为该年市场上仅有的几名大牌自由人，他很快受到了包括休斯顿火箭、底特律活塞、金州勇士等诸多球队的哄抢，火箭更是签下史密斯的发小好友德怀特·霍华德，意图以先签后换的形式组成詹姆斯·哈登+德怀特·霍华德+约什·史密斯的三巨头。但是活塞队在未能签下他们的首要目标安德烈·伊格达拉的情况下，决定提高报价先下手为强，抢先以4年5400万的合同将史密斯招致麾下，史密斯在活塞队改穿6号球衣。
但是在活塞效力的一个多赛季里，由于与队内两大潜力内线格雷格·门罗和安德烈·德拉蒙德位置重叠，史密斯大部分被安排在小前锋位置出战，甚至有时打小个阵容时还经常挤掉前面二人中门罗的首发位置，导致门罗不满意欲成为自由球员；而且史密斯改打小前锋后，由于内线空间过于拥挤，他开始在中远距离大量增加出手，而命中率又极其低下，2013-14赛季他场均三分出手达到生涯最高的3.4次，三分命中率却只有26.4%，防守端也未能重现老鹰时代的凶悍，让诸多期望活塞内线三高组合表现的球迷失望。
2014年夏天，斯坦·范甘迪走马上任，成为新任活塞队主教练兼篮球事务总裁，希望力争留下门罗，并且在新赛季开始后史密斯表现仍不见起色的情况下，着手开始兜售史密斯。
2014年12月22日，活塞隊在寻求交易无果的情况下，宣布正式裁掉史密斯。他剩余的2年合同根据延伸条款将于下赛季起分摊为5份计入接下来5年活塞队的薪資上限中。

### 加盟休士頓(火箭)
2014年12月24日，被裁后的史密斯和休斯顿火箭達成1年合約，這是一份價值150萬美元的老將最低薪資。虽然来到火箭后大部分时间只能以替补身份出场，但史密斯的效率相比活塞时期有了明显回暖。季后赛中他更是成为奇兵，在西区半决赛火箭大比分1比3落后于洛杉矶快船的情况下，史密斯最后3场临危受命首发出战，发挥全能身手，尤其是第六场，火箭三节落后快船13分且最大分差一度达到19分的情况下，史密斯与杰森·特里、科里·布鲁尔等角色球员突然爆发，末节打出40比15的比分协助火箭119比107逆转战胜快船，火箭在第七场一鼓作气再胜快船，4比3进军西区决赛。由于第六场逆转的三位功臣比赛时都带着发带，被中国火箭球迷冠以“发带帮”的绰号。

### 加盟洛杉矶(快船)
2015年7月16日，史密斯和洛杉矶快船達成1年合約，這是一份價值210萬美元的雙年條款(Bi-Annual Exception)協議。但在快船他过得并不愉快，由于同主教练道格·里弗斯不合，基本处于被雪藏的状态，各项数据也达到了生涯最低。

### 重回休士頓(火箭)
2016年1月22日，快船为了避免奢侈税，没有选择直接裁掉史密斯，而是送出46万美元的现金（史密斯该季剩余的保障薪金）和海外球员Serhiy Lischuk的签约权，将史密斯交易回火箭，换得了海外球员Maarty Leunen的签约权。然而，史密斯重回火箭后的表现相较于快船时期并没有多少起色，火箭队该季也由于哈登的场外花边和霍华德的下滑，战绩滑坡严重，季后赛止步首轮，结束了这个混乱的赛季。

### 生涯末期
2016年11月11日，史密斯前往中国，加盟CBA四川金强，顶替受伤的麦克·哈里斯。他在四川队出战26场比赛，场均得到18.8分、10.6个篮板、3.2次助攻和2次盖帽，但三分命中率和罚球命中率分别只有29％和48％。2017年2月3日，哈里斯伤愈复出，四川队宣布裁掉史密斯，这段84天的短暂“救火队员”生涯也宣告结束。
2017年10月29日，新奥尔良鹈鹕用伤病特例签下史密斯，史密斯在鹈鹕仅获得3场比赛的出战机会，总计只得到2分，表现不佳，随后被鹈鹕裁掉。这是他最后一次出现在职业篮球赛场上。